# Teatr, którego nie było
Teatr, którego nie było – debiut poetycki Kazimierza Grochmalskiego wydany w 2016, w którym pisarz kontynuuje indywidualny język twórczy „kompozycji komediowej”.
Poeta w debiucie konsekwentnie nawiązuje do autorskiego stylu artystycznego (idei „Człowieka Komicznego”), koncepcji twórczej opisanej m.in. przez krytyków sztuki w brytyjskim The Observer: Grochmalski bawi się strumieniem obrazów sugerujących naprzemienną nadzieję i rozpacz, słowiański fatalizm.
Twórczą konsekwencję naprzemienności nadziei i rozpaczy, pompatyczności i groteskowości, jak w dramaturgii Witolda Gombrowicza, zauważyła również w poezji Grochmalskiego polska krytyka: Jego twórczość poetycka charakteryzuje się zaskakującą wizją gombrowiczowskiej koncepcji świata, jednocześnie wskazując jakie błędy występują w strukturach społecznych. Groteska językowa w celu budowania nowego konstruktu, doświadczenia nabyte poprzez uczestnictwo w życiu teatralnym zaważyły na kształtującym się stylu literackim pisarza-animatora kultury: pompatyczne wejścia, zakrzywienie perspektyw, dynamiczna narracja oraz wielowarstwowość kontekstu i treści w wierszach.
W publikacji „Słowiański fatalizm. O literaturze Kazimierza Grochmalskiego", omawiając debiut poety, w rozdziale Requiem dla przyjaciela Paweł Stelmak opisał jedną z cech prymarnych w poezji Grochmalskiego - etos wolności, motyw poruszony wcześniej m.in. w AROKA TRE: Nie dziwi mnie późny debiut poetycki. Wiersze pisane gorączkowo, zachłanne na czytelniczą uwagę, musiały powstawać latami. Wierszom towarzyszą ilustracje, teatralne inscenizacje, grafiki rysowane szybką kreską, jakby autor spieszył się, chciał swoje alter ego uwięzić /ilustracja ze str. 36, człowiek w kwadratowych, klatkowych przestrzeniach – klatka kloacznego wychodka [codzienność fizjologii], klatka okna [codzienność tęsknot, wyczekiwania], klatka budki telefonicznej [codzienność komunikacji], ten przekaz może być mniej zrozumiany przez młodszą generację, dzisiaj nie ma już w miejskich krajobrazach telefonicznych budek publicznych, teraz własny telefon w kieszeni to zwykła … codzienność/. Ten debiut to elegia na cześć codzienności, w której rządzi groteska, czasami koturn, innym razem podglądanie dewotów lub udział w sądzie nad cyrkowcami.
Większość opublikowanych wierszy Kazimierza Grochmalskiego prezentowana była scenicznie w teatrach, m.in. w Wielkiej Brytanii, Niemczech, Francji, Portugalii, Finlandii i Japonii, gdzie spotkały się z uznaniem krytyki. Poeta, za swoje performance poetyckich scenariuszy, określany był jako "typ-estrema" i otrzymał szereg prestiżowych nagród (jego działania należały do jednych z ważniejszych zjawisk kulturalnych w Polsce w latach 80. XX wieku).
Wiersze, które prezentowane były wcześniej scenicznie przez Teatr Maja, opatrzone zostały w debiutanckim tomie autorskimi rysunkami scenograficznymi (Grochmalski jest również reżyserem teatralnym), są to w kolejności: Przez chwilę; Moja piosenka; Moja mała Polska; Pamięć; Podróż, której nie było; Aktor ćwiczący rolę; Wizyta; Ars poetica; Sąd nad cyrkowcami; Kolejna próba spektaklu; Mgła; Tournee clowna; W cyrku; Przeciąg; Aktor doskonały; OPERETKA pod tytułem GRZYWKA; XX, goodbye; Zwierzenia komika; Tramwaj zwany Apokalipsą; Z teatru szkolnego; Epilog. Za te wiersze upublicznione teatralnie poeta otrzymał szereg wyróżnień i nagród, jak Nagrodę Miasta Poznania w dziedzinie kultury i sztuki za rok 1986 - Nagroda Młodych oraz wyróżnienia, m.in.: podczas VII Krakowskich Reminiscencji Teatralnych, Łódzkich Spotkań Teatralnych i Konfrontacji Młodego Teatru ("za udaną próbę określenia się we współczesnym świecie", w jury m.in.: Krzysztof Karasek, Zdzisław Hejduk, Aldona Jawłowska).